# Collegio plurinominale Emilia-Romagna - 02 (Senato della Repubblica 2020)
Il collegio elettorale plurinominale Emilia-Romagna - 02 è un collegio elettorale plurinominale della Repubblica italiana per l'elezione del Senato della Repubblica.

## Territorio
Come previsto dalla legge n. 51 del 27 maggio 2019, il collegio è stato definito tramite decreto legislativo all'interno della circoscrizione Emilia-Romagna.
Il collegio comprende la zona definita dai tre collegi uninominali Emilia-Romagna - 03 (Bologna), Emilia-Romagna - 04 (Ravenna) e Emilia-Romagna - 05 (Rimini) quindi le intere province di Ravenna, Ferrara, Forlì-Cesena e Rimini, la città metropolitana di Bologna (ad esclusione dei 2 comuni di Gaggio Montano e Lizzano in Belvedere, aggregati al collegio uninominale n. 2) e i 7 comuni della zona di Vignola della provincia di Modena.

## XIX legislatura

### Risultati elettorali
|                               | Fratelli d'Italia                                       | 330 973   | 24,75 | 2 | 506 161   | 37,85 | 2 |  |  |
|                               | Lega per Salvini Premier                                | 96 276    | 7,20  | 1 | 506 161   | 37,85 | 2 |  |  |
|                               | Forza Italia                                            | 71 215    | 5,33  | – | 506 161   | 37,85 | 2 |  |  |
|                               | Noi Moderati                                            | 7 697     | 0,58  | – | 506 161   | 37,85 | 2 |  |  |
|                               | Partito Democratico - Italia Democratica e Progressista | 376 049   | 28,12 | 2 | 489 590   | 36,62 | 1 |  |  |
|                               | Alleanza Verdi e Sinistra                               | 64 176    | 4,80  | – | 489 590   | 36,62 | 1 |  |  |
|                               | +Europa                                                 | 44 999    | 3,37  | – | 489 590   | 36,62 | 1 |  |  |
|                               | Impegno Civico – Centro Democratico                     | 4 366     | 0,33  | – | 489 590   | 36,62 | 1 |  |  |
|                               | Movimento 5 Stelle                                      | 132 178   | 9,89  | 1 | 132 178   | 9,89  | – |  |  |
|                               | Azione - Italia Viva                                    | 112 542   | 8,42  | – | 112 542   | 8,42  | – |  |  |
|                               | Italexit                                                | 27 018    | 2,02  | – | 27 018    | 2,02  | – |  |  |
|                               | Unione Popolare                                         | 21 306    | 1,59  | – | 21 306    | 1,59  | – |  |  |
|                               | Italia Sovrana e Popolare                               | 16 770    | 1,25  | – | 16 770    | 1,25  | – |  |  |
|                               | Vita                                                    | 16 615    | 1,24  | – | 16 615    | 1,24  | – |  |  |
|                               | Partito Animalista – UCDL – 10 Volte Meglio             | 8 984     | 0,67  | – | 8 984     | 0,67  | – |  |  |
|                               | Alternativa per l'Italia (PdF - Exit)                   | 3 502     | 0,26  | – | 3 502     | 0,26  | – |  |  |
|                               | Destre Unite                                            | 1 479     | 0,11  | – | 1 479     | 0,11  | – |  |  |
|                               | Noi di Centro – Europeisti                              | 973       | 0,07  | – | 973       | 0,07  | – |  |  |
| Totale                        | Totale                                                  | 1 337 118 | 100   | 6 | 1 337 118 | 100   | 3 |  |  |
|                               |                                                         |           |       |   |           |       |   |  |  |
| Voti non validi               | Voti non validi                                         | 52 544    | 3,78  |   |           |       |   |  |  |
| Votanti                       | Votanti                                                 | 1 389 662 | 72,06 |   |           |       |   |  |  |
| Elettori                      | Elettori                                                | 1 928 406 |       |   |           |       |   |  |  |
|                               |                                                         |           |       |   |           |       |   |  |  |
| Data: 25 settembre 2022       |                                                         |           |       |   |           |       |   |  |  |
| Fonte: Ministero dell'interno |                                                         |           |       |   |           |       |   |  |  |

### Eletti

#### Eletti nei collegi uninominali
Eletti nella coalizione di centro-destra (FdI - Lega - FI - NM)
     Eletti nella coalizione di centro-sinistra (PD-IDP - AVS - +E - IC-CD)
| Collegio uninominale | Eletto | Eletto                 | Partito                |
| -------------------- | ------ | ---------------------- | ---------------------- |
| 3. Bologna           |        | Pier Ferdinando Casini | Centristi per l'Europa |
| 4. Ravenna           |        | Alberto Balboni        | Fratelli d'Italia      |
| 5. Rimini            |        | Marta Farolfi          | Fratelli d'Italia      |

#### Eletti nella quota proporzionale
| Partito Democratico-IDP    | Fratelli d'Italia             | Lega             | Movimento 5 Stelle |
| -------------------------- | ----------------------------- | ---------------- | ------------------ |
|                            |                               |                  |                    |
| Daniele Manca Sandra Zampa | Marco Lisei Domenica Spinelli | Lucia Borgonzoni | Marco Croatti      |